# (32366) 2000 QA142
2000 QA142 (asteroide 32366) é um asteroide da cintura principal. Possui uma excentricidade de 0.17463640 e uma inclinação de 6.92586º.
Este asteroide foi descoberto no dia 31 de agosto de 2000 por LINEAR em Socorro.